# Видень
Ви́день (раніше також Відень, Виденнє) — село в Україні, у Горщиківській сільській територіальній громаді Коростенського району Житомирської області. Чисельність населення становить 38 осіб (станом на 2024 рік). До 1959 року — хутір.

## Населення
На початку 20 століття в хуторі проживало 70 мешканців, дворів — 11, у 1906 році — 19 жителів, дворів — 7.
Відповідно до результатів перепису населення СРСР, кількість населення, станом на 12 січня 1989 року, становила 121 особу. Станом на 5 грудня 2001 року, відповідно до перепису населення України, кількість мешканців села становила 79 осіб.

## Історія
На початку 20 століття — хутір Іскоростської волості Овруцького повіту Волинської губернії.
У 1906 році — хутір Іскоростської волості (2-го стану) Овруцького повіту Волинської губернії. Відстань до повітового центру, м. Овруч, становила 59 верст, від волосного центру, містечка Іскорость — 19 верст. Найближче поштово-телеграфне відділення розміщувалося в Іскорості.
У березні 1921 року, в складі волості, увійшов до новоутвореного Коростенського повіту. В 1923 році включена до складу новоствореної Давидківської сільської ради, яка, 7 березня 1923 року, увійшла до складу новоутвореного Коростенського (згодом — Ушомирського) району Коростенської округи. 1 червня 1935 року, в складі сільської ради, увійшов до приміської смуги Коростенської міської ради Київської області. 28 лютого 1940 року повернутий до складу відновленого Коростенського району Житомирської області.
У 1959 році віднесений до категорії сіл. 5 березня 1959 року підпорядковане Купищенській сільській раді Коростенського району, 16 червня 1969 року повернуте до складу відновленої Давидківської сільської ради Коростенського району.
22 липня 2016 року включене до складу новоутвореної Горщиківської сільської територіальної громади Коростенського району Житомирської області.